# Postoje
Postoje (szerbül: Постоје, régebben Podstolje), falu Bosznia-Hercegovinában, a Bosanska Krajina keleti részén, Kotor-Varoš községben, a Szerb Köztársaságban. 

## Fekvése
A település Bosznia-Hercegovina északi részén, Banja Lukától légvonalban 26, közúton 40 km-re délkeletre, községközpontjától légvonalban 4, közúton 8 km-re délkeletre, a Vrbanja-folyó bal partján, 310-644 méteres magasságban található. Donje Postoje a Vrbanjához közelebb, az alcsonyabban felvő részen, Gornje Postoje pedig az Uzlomac magaslataira felhúzódva fekszik.

## Népessége
| Nemzetiségi csoport | Népesség 1991 | Népesség 2013 |
| ------------------- | ------------- | ------------- |
| Szerb               | 54            | 16            |
| Bosnyák             | 162           | 136           |
| Horvát              | 167           | 39            |
| Jugoszláv           | 19            | 0             |
| Egyéb               | 1             | 1             |
| Összesen            | 403           | 192           |

## Története
A vegyes lakosságú település 1878-ig tartozott az Oszmán Birodalomhoz, ekkor a berlini kongresszus határozata alapján az Osztrák-Magyar Monarchia része lett. 1879-ben az első osztrák-magyar népszámlálás során a Banja Luka-i járáshoz tartozó településnek 16 háztartása 85 római katolikus és 12 ortodox lakosa volt.  1910-ben a Kotor Varoš-i járáshoz tartozó településen 26 háztartást, 43 ortodox és 111 római katolikus lakost találtak. A monarchia szétesésével 1918-ban előbb a Szerb-Horvát-Szlovén Királyság, majd 1929-től a Jugoszláv Királyság része lett. Az 1929-es törvény értelmében, amikor Bosznia-Hercegovinát négy banovinára, Drinskára, Vrbaskára, Zetskára és Primorskára osztották, a település a Vrbaska banovina része lett, amelynek székhelye Banja Luka volt. 
Jugoszlávia megszállása után a Független Horvát Állam (NDH) része lett. A második világháború alatt a Vrbanja tágabb területét a partizánok (harmadik és negyedik proletárdandár) többször elfoglalták, majd elveszítették. A német megszállók a csetnikekkel és az usztasákkal együttműködve (1942-ben) ismételten elfoglalták. Két német katona Staza községben történt meggyilkolása miatt Večići és környéke teljes lakosságát fogságba vetették és a jasenovaci koncentrációs táborba szállították, majd egy Banja Luka-i katolikus vezető közbenjárására a foglyok többségét elengedték.
A második világháború után 1992-ig a szocialista Jugoszlávia részeként a Bosznia-Hercegovinai Népköztársasághoz tartozott. A boszniai háború során 1992 októberében a szerb hadsereg kiűzte a teljes bosnyák és horvát lakosságot. 1992 tavaszán a boszniai szerb erők megkezdték az etnikai tisztogatást az egész boszniai Krajinában. A bosnyákokat és horvátokat tömegesen gyilkolták meg, a többieket száműzték. Településeiket teljesen elpusztították, akárcsak a Vrbanja-völgy más részein, Kruševo Brdótól a folyó orbászi torkolatáig. A boszniai háborút lezáró daytoni békeszerződést követő területfelosztásnál Kotor-Varoš község részeként a Szerb Köztársaság területéhez került. 